# Zaheerul Islam
Zaheer-ul-Islam ou Zaheerul Islam (en ourdou : ﻇﻬﻴﺮ ﺍﻹﺳﻼﻡ), né en 1956 à Rawalpindi, est un militaire pakistanais. Il a surtout été directeur général de l'Inter-Services Intelligence (ISI), principale branche des services secrets du Pakistan, du 18 mars 2012 au 7 novembre 2014, succédant à Ahmed Shuja Pasha. Il a ensuite été remplacé par Rizwan Akhtar.
Originaire de Rawalpindi, Zaheer-ul-Islam est issu d'une famille de militaires. Après ses études à l'Académie militaire du Pakistan, il a été affecté à un régiment du Pendjab avant d'être chargé des armes nucléaires terrestres puis de rejoindre l'ISI en tant que vice-directeur général en 2007.

## Famille et vie personnelle
Zaheerul Islam est né en 1956 à Rawalpindi, ville qui abrite le siège de l'armée pakistanaise, dans le nord de la province du Pendjab. Son père est un brigadier retraité de l'armée et son oncle Shah Nawaz Khan (1914-1983), a été major-général au sein de l'armée indienne et a combattu durant la Seconde Guerre mondiale pour l'armée indienne britannique avant de s'engager pour l'indépendance. Zaheerul Islam compte aussi trois frères et un beau-frère parmi les officiers à la retraite de l'armée pakistanaise.
En 2012, le quotidien Times of India a prétendu que Zaheerul Islam serait lié au célébrè acteur indien Shahrukh Khan, dont la mère aurait été la fille adoptive de son oncle Shah Nawaz Khan. Ce lien a toutefois été démenti par l'Inter-Services Intelligence.

## Carrière

### Carrière dans l'armée

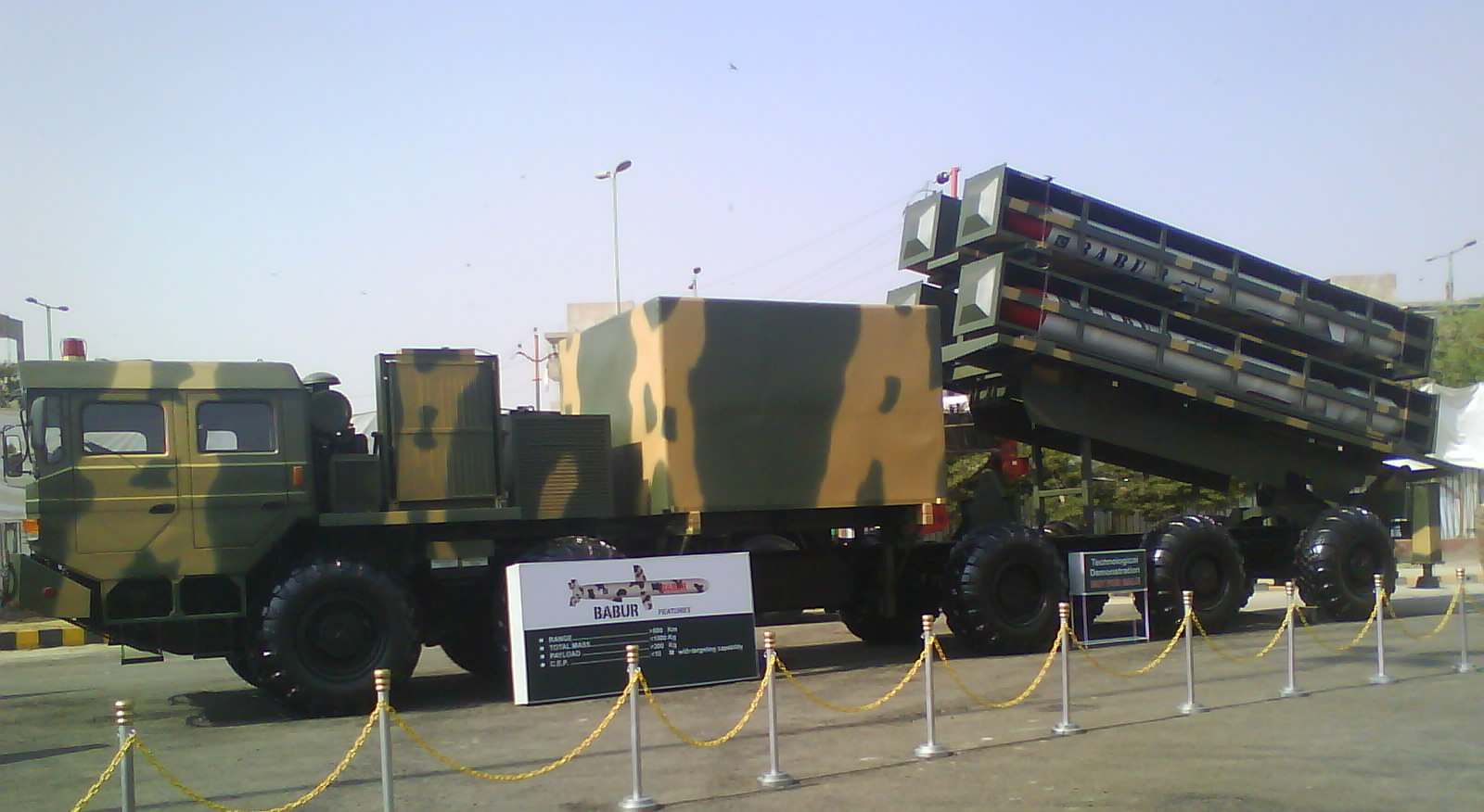
Zaheerul Islam a notamment été chargé des armes nucléaires terrestres.

Zaheerul Islam commence sa carrière militaire au sein du 55e régiment du Pendjab dans lequel il est nommé le 16 avril 1977, après avoir été formé au sein de l'Académie militaire du Pakistan à Abbottabad. Il rejoint plus tard le 13e régiment d'infanterie du Pendjab. Il devient ensuite Commandant officiel général (general officer commanding) à Kahuta, dans la région de Murree. Il est notamment en poste au début du régime militaire de Pervez Musharraf. 
De 2004 à 2006, il est chef du personnel (Chief of Staff) au sein du Commandement des forces stratégiques de l'armée (Army Strategic Force Command), chargé de l'arsenal nucléaire terrestre. Il rejoint ensuite l'Inter-Services Intelligence, les services secrets militaires, où il est nommé pour deux ans au poste de vice-directeur général et occupe cette fonction de 2007 à 2008. Il est alors chargé de la sécurité intérieure et promu général trois étoiles. Il est enfin élevé au rang de lieutenant-général et devient commandant au sein du cinquième corps de l'armée, basé à Karachi. Il est alors chargé de faire face aux endémiques violences politico-ethniques qui frappent la ville.

### Directeur général de l'ISI

#### Nomination
Zaheerul Islam est nommé le 10 mars 2012 au poste de directeur-général de l'Inter-Services Intelligence (ISI), la puissante branche des services secrets de l'armée pakistanaise, par le Premier ministre Youssouf Raza Gilani. Le chef du gouvernement fait ce choix après deux semaines de consultations des autorités civiles et militaires du pays. Selon le journal pakistanais The News International, le pouvoir civil n'aurait eu le choix de le nommer que parmi une liste de trois hommes établie par le chef de l'armée Ashfaq Kayani. Cette liste comprenait par ailleurs Raheel Sharif, qui sera nommé chef de l'armée un an plus tard.
Il prend ses fonctions le 18 mars en remplacement de Ahmed Shuja Pasha, qui était en poste depuis quatre années et avait donc bénéficié de deux extensions d'un an, cette fonction devant durer normalement deux ans. Selon The Express Tribune, le Premier ministre aurait été favorable à une nouvelle extension, mais le chef de l'opposition à l'Assemblée nationale Nisar Ali Khan y était fortement opposé. De plus, Pasha aurait demandé au chef de l'armée de le libérer de ses fonctions.
Lors de sa nomination, il est noté que contrairement à ses prédécesseurs, Zaheerul Islam ne dispose pas de réseaux parmi les dignitaires américains, ce qui est souvent recherché étant donné les relations entre les deux pays. Sa nomination arrive à un moment critique, alors que le pays fait face à une crise entre le pouvoir civil et le pouvoir militaire dans le cadre de l'affaire du « memogate » qui a éclaté en novembre 2011. De plus, les élections législatives de 2013 se déroulent alors qu'il est en fonction et les relations avec les États-Unis et l'Afghanistan sont alors tendues.

#### Fonctions et retrait
En 2013, il est classé à la 52e positions des personnalités le plus puissantes du monde par le magazine Forbes pour l'année 2012, citant le rôle prépondérant de l'ISI parmi les pays voisins et notamment en Afghanistan, considérant que son influence sera déterminante pour l'avenir de la région. Au cours de ses fonctions, il tente d'apaiser les relations avec les États-Unis en rouvrant notamment la route des ravitaillements de l'OTAN pour l'Afghanistan et cherche à réduire les attaques de drones au Pakistan.
Lors des contestations post-électorales de 2014, Zaheerul Islam a été souvent accusé de chercher à créer des troubles afin d'affaiblir le Premier ministre Nawaz Sharif au profit de l'opposant Imran Khan. Le chef des services secrets quitte pourtant ses fonctions le 7 novembre 2014, à la date prévue, et est remplacé par Rizwan Akhtar,,.